# Paysage d'agaves et anciennes installations industrielles de Tequila
Paysage d'agave et anciennes installations industrielles de Tequila est le nom d'un site culturel situé dans l'État de Jalisco au Mexique.
Le site est inscrit sur la liste du patrimoine mondial de l'UNESCO.
Il comprend deux parties distantes d'une trentaine de kilomètres à vol d'oiseau :
- la vallée de Tequila et d'Amatitán au nord-est du volcan de Tequila (35 019 ha),
- le site archéologique de Guachimontones dans la municipalité de Teuchitlán au sud du volcan (360 ha).

Une « zone tampon » de 51 261 ha englobe les deux parties du site.

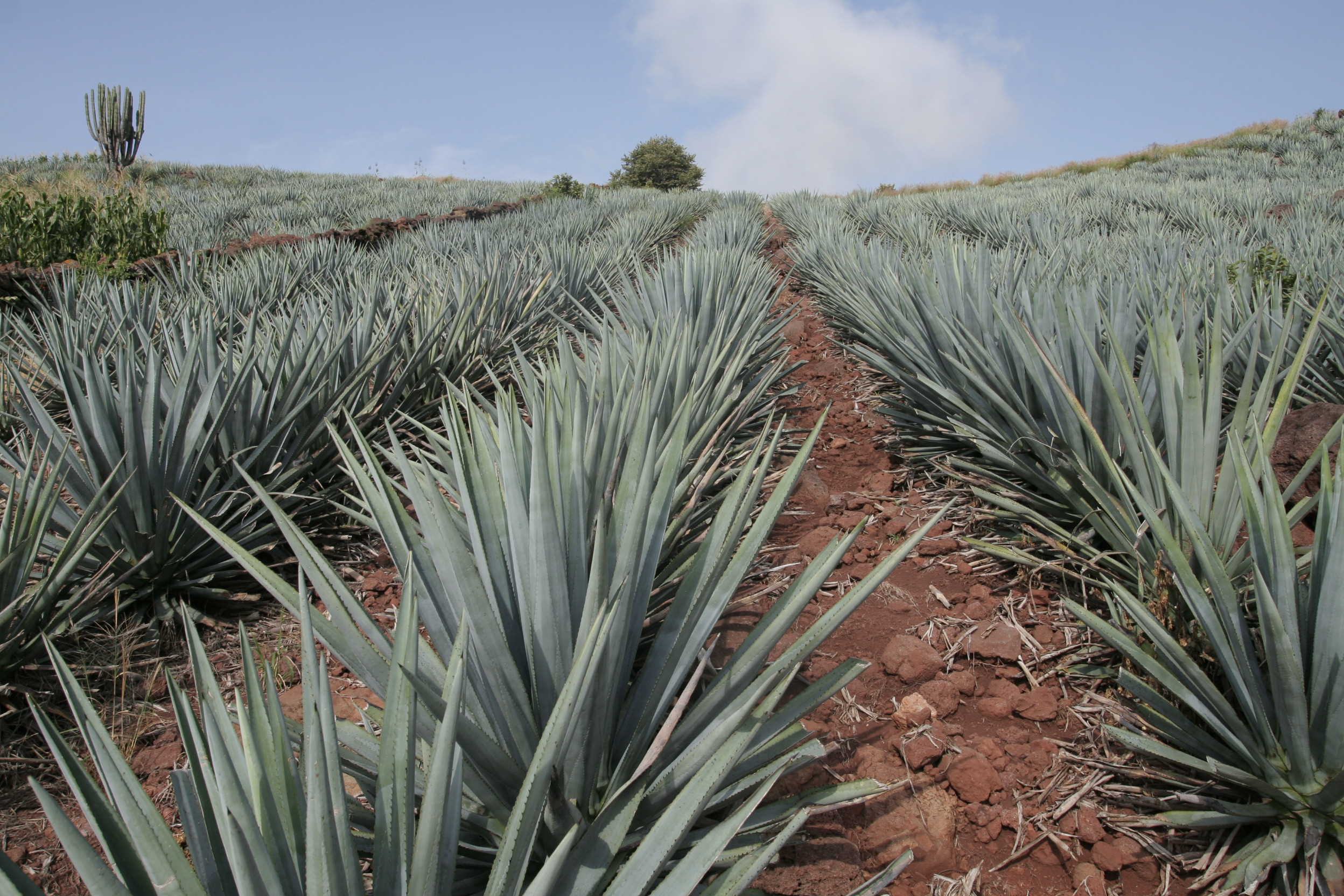
Champ d'agaves à Tequila, au Jalisco.
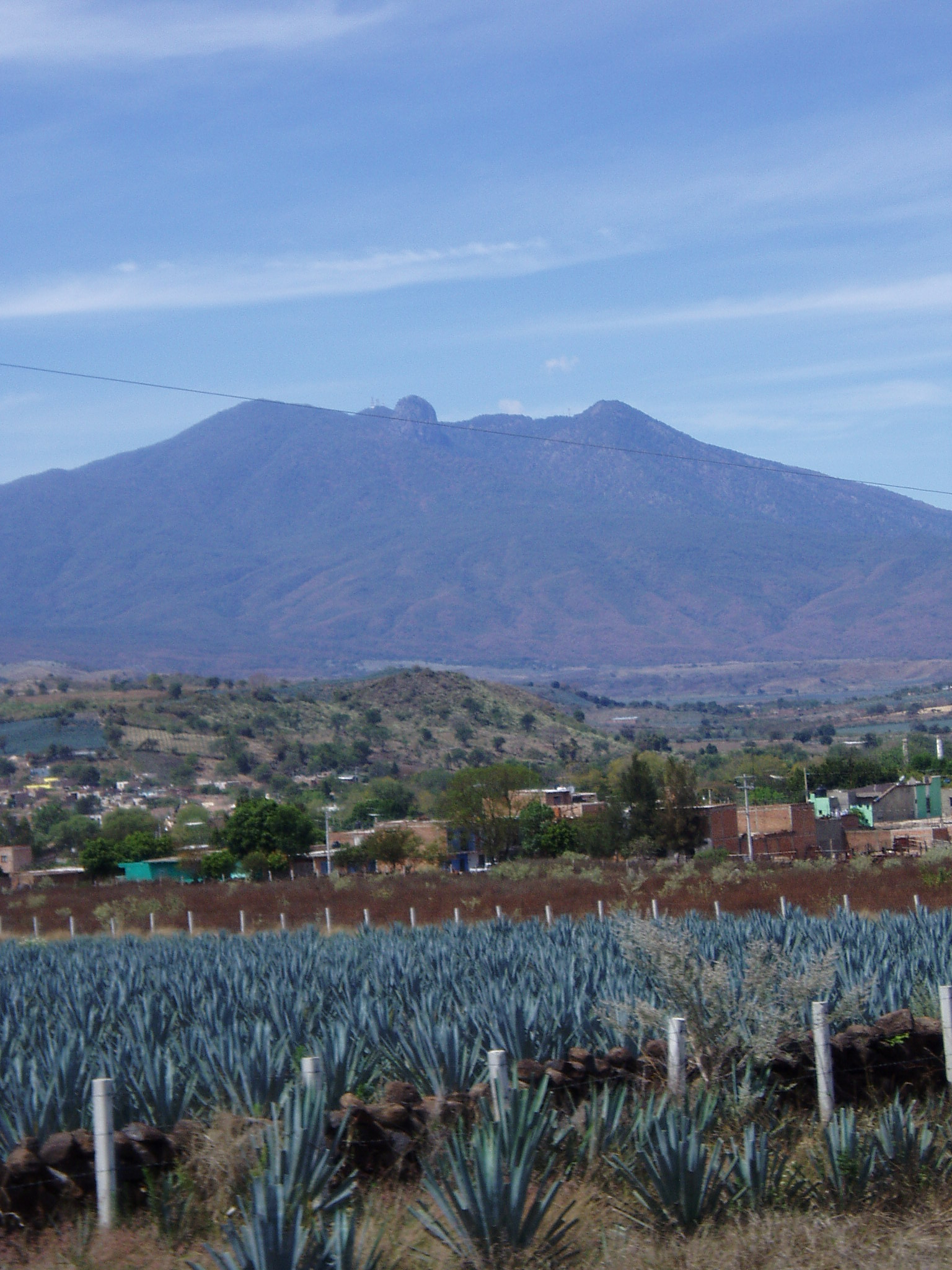
Champ d'agaves devant le volcan de Tequila.
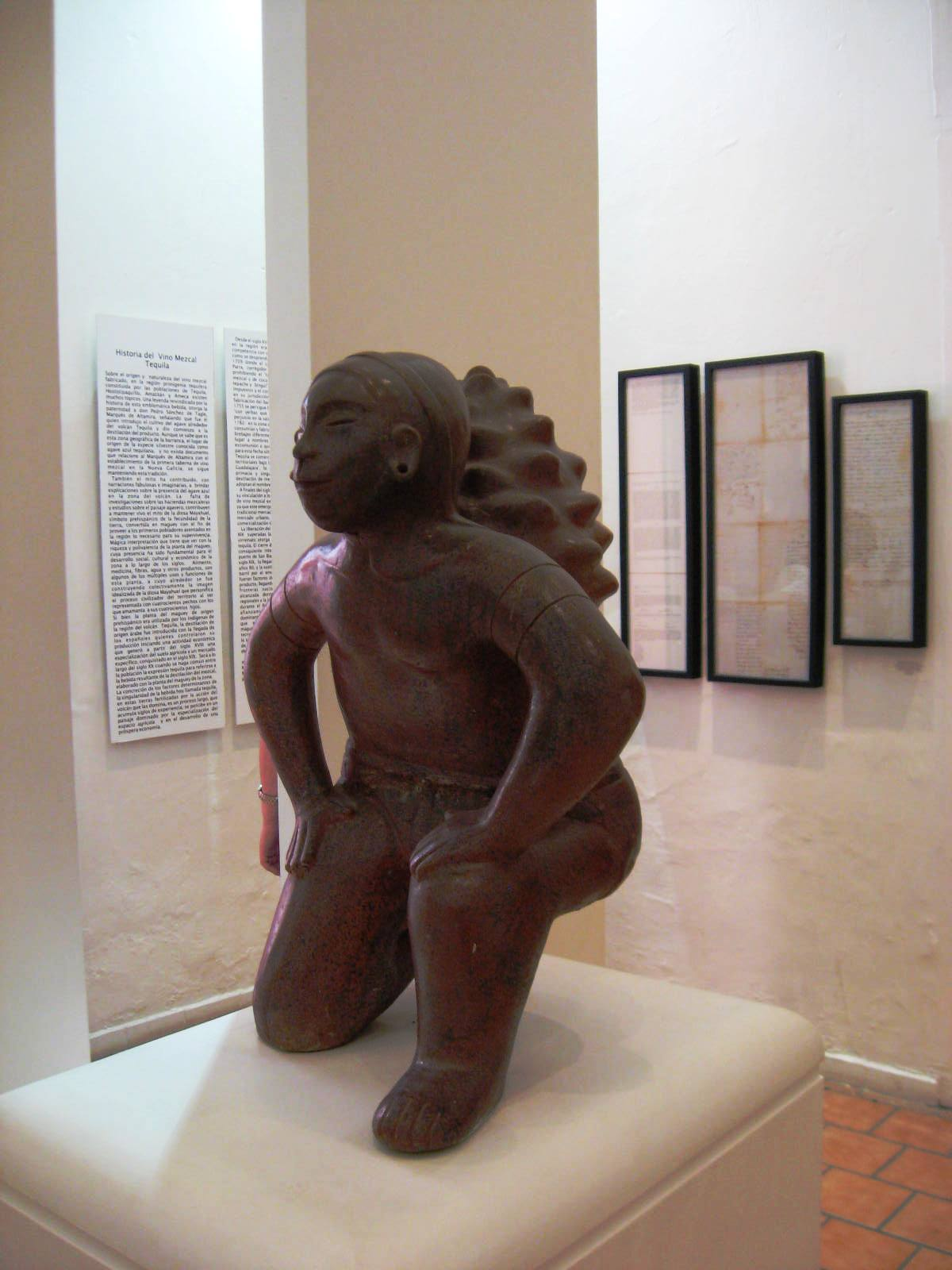
Statue préhispanique portant un cœur d'agave. Musée national de la tequila (es) à Tequila.